# Calliphora livida
Calliphora livida är en tvåvingeart som beskrevs av Hall 1948. Calliphora livida ingår i släktet Calliphora och familjen spyflugor. Inga underarter finns listade i Catalogue of Life.

## Bildgalleri

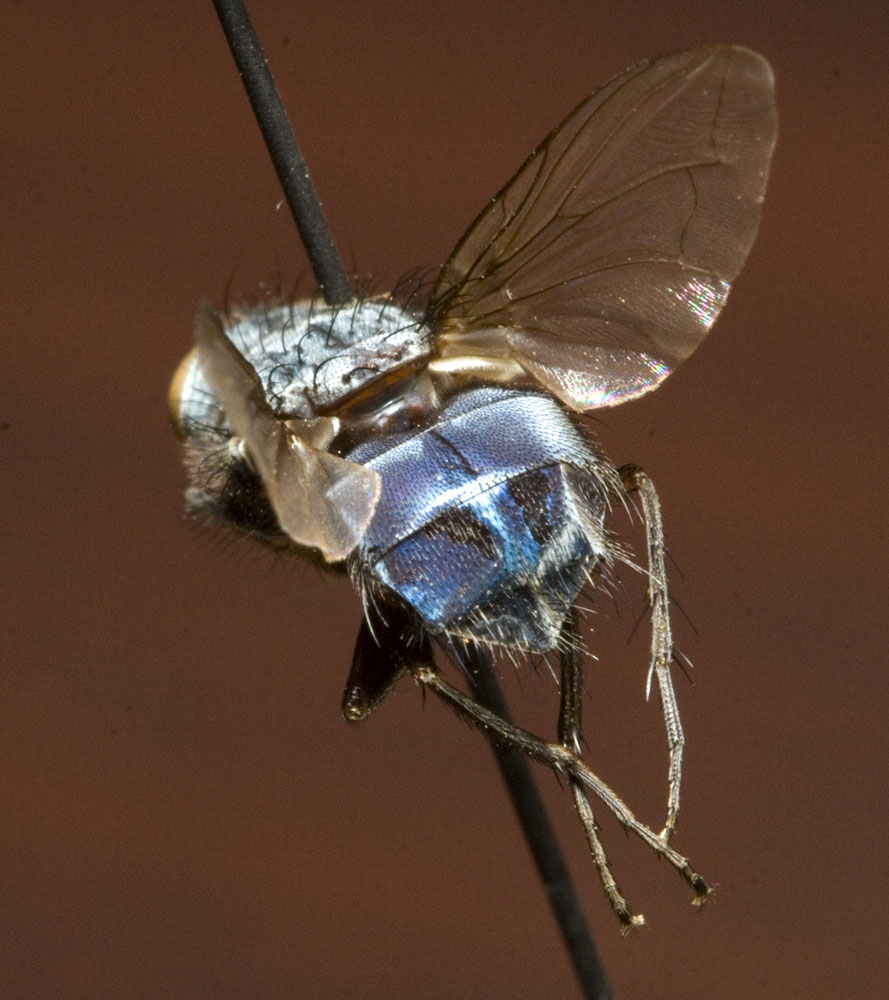
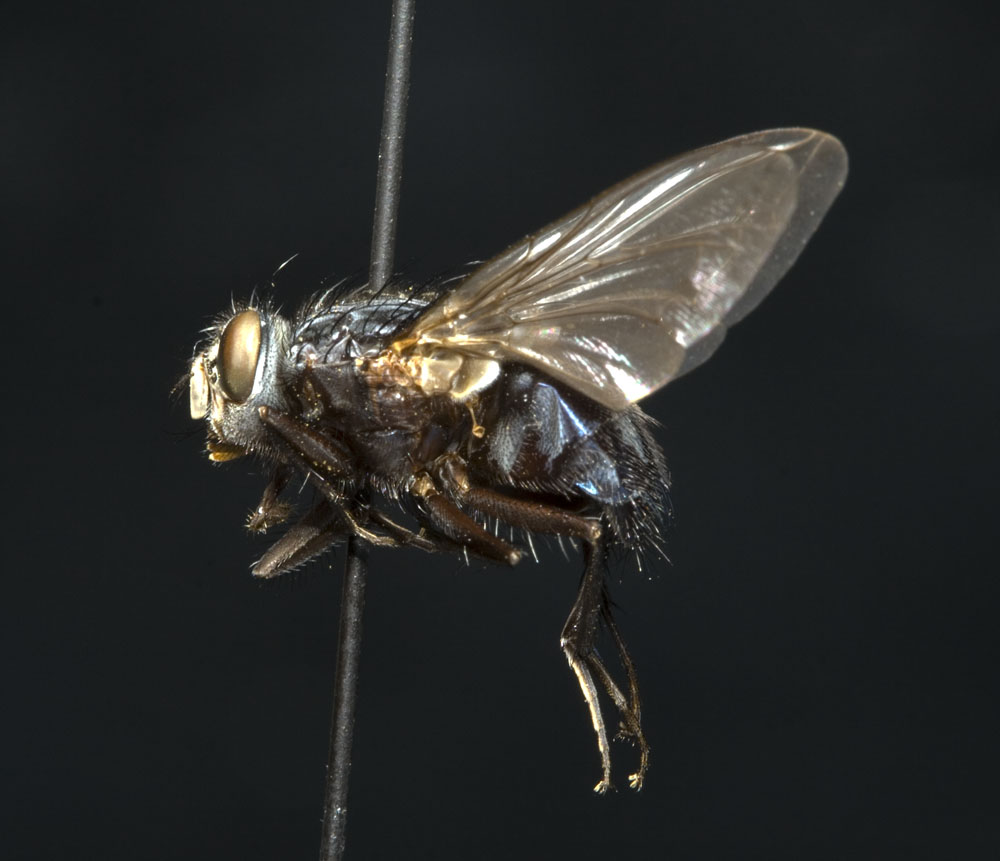